# Tatia neivai
Tatia neivai és una espècie de peix de la família dels auqueniptèrids i de l'ordre dels siluriformes.

## Morfologia
- Els mascles poden assolir els 8,2 cm de llargària total.
- Nombre de vèrtebres: 31-33.[4]

## Distribució geogràfica
Es troba al Brasil: rius Paraguai, Paranà i Paraíba do Sul.